# Comuna Đurđenovac, Osijek-Baranja
Đurđenovac este o comună în cantonul Osijek-Baranja, Croația, având o populație de 6.750 de locuitori (2011).

## Demografie
Componența etnică a comunei Đurđenovac
     Croați (96,67%)
     Sârbi (1,9%)
     Necunoscut (0,21%)
     Neclasificat (0,89%)
Componența confesională a comunei Đurđenovac
     Catolici (92,25%)
     Alți creștini (3,19%)
     Ortodocși (2,09%)
     Fără religie și atei (1,17%)
     Necunoscută (0,76%)
     Alte religii (0,55%)
Conform recensământului din 2011, comuna Đurđenovac avea 6.750 de locuitori. Din punct de vedere etnic, majoritatea locuitorilor (96,67%) erau croați, cu o minoritate de sârbi (1,9%). Apartenența etnică nu este cunoscută în cazul a 0,21% din locuitori. Din punct de vedere confesional, majoritatea locuitorilor (92,25%) erau catolici, existând și minorități de null (3,19%), ortodocși (2,09%) și persoane fără religie și atei (1,17%). Pentru 0,76% din locuitori nu este cunoscută apartenența confesională.